# جام قهرمانان کونکاکاف ۱۹۶۲
جام قهرمانان کونکاکاف ۱۹۶۲ اولین دوره مسابقات بین‌المللی فوتبال باشگاهی سالانه جام قهرمانان کونکاکاف بود که در منطقه کونکاکاف (آمریکای شمالی، آمریکای مرکزی و دریای کارائیب)، برگزار شد.
این مسابقات با حضور هشت تیم از هفت کشور مختلف برگزار شد: آنتیل هلند، کاستاریکا، السالوادور، گواتمالا، هائیتی، هندوراس و مکزیک. این مسابقات از ۲۵ مارس تا ۲۱ اوت ۱۹۶۲ برگزار شد.
این مسابقات به سه منطقه (آمریکای شمالی، آمریکای مرکزی و کارائیب) تقسیم شد، که هر منطقه تیم برنده را به مسابقات نهایی فرستاد، جایی که برندگان گروه‌های مرکزی و کارائیب در نیمه‌نهایی بازی کردند تا مشخص شود چه تیمی در فینال با قهرمان گروه شمالی بازی می‌کند. تمامی مسابقات تحت سیستم بازی خانگی/خارج از خانه برگزار شد.
گوادالاخارا فینال را برد و به اولین قهرمان مسابقات تبدیل شد.

## مرحله اول
| آگویلا | ۱–۱ | کامیونیکیشنس |
| ------ | --- | ------------ |
|        |     |              |

| کامیونیکیشنس | ۱–۰ | آگویلا |
| ------------ | --- | ------ |
|              |     |        |

| المپیا | ۰–۱ | آلاخولنسه |
| ------ | --- | --------- |
|        |     |           |

| آلاخولنسه | ۱–۱ | المپیا |
| --------- | --- | ------ |
|           |     |        |

| ستاره هائیتی | ۳–۲ | سیتوک |
| ------------ | --- | ----- |
|              |     |       |

| سیتوک | ۶–۰ | ستاره هائیتی |
| ----- | --- | ------------ |
|       |     |              |

## مرحله دوم
| کامیونیکیشنس | ۳–۱ | آلاخولنسه |
| ------------ | --- | --------- |
|              |     |           |

| آلاخولنسه | ۳–۲ | کامیونیکیشنس |
| --------- | --- | ------------ |
|           |     |              |

| گوادالاخارا | ۲–۰ | هردیانو |
| ----------- | --- | ------- |
|             |     |         |

| هردیانو | ۰–۳ | گوادالاخارا |
| ------- | --- | ----------- |
|         |     |             |

## نیمه نهایی
| کامیونیکیشنس | ۲–۰ | سیتوک |
| ------------ | --- | ----- |
|              |     |       |

| سیتوک | ۱–۱ | کامیونیکیشنس |
| ----- | --- | ------------ |
|       |     |              |

## فینال
| کامیونیکیشنس | ۰–۱ | گوادالاخارا        |
| ------------ | --- | ------------------ |
|              |     | خاویر والدیویا ۴۳' |

| گوادالاخارا | ۵–۰ | کامیونیکیشنس                                       |
| ----------- | --- | -------------------------------------------------- |
|             |     | سالوادور ریس مونتئون ۲۵'، ۴۷'، ۸۹' · یاسو ۴۲'، ۶۱' |